# Carikan (Juwiring)
Carikan is een bestuurslaag in het regentschap Klaten van de provincie Midden-Java, Indonesië. Carikan telt 2761 inwoners (volkstelling 2010).